# الن بونچیه
پترونلا تئودورا ماریا «الن» بونچیه (به هلندی: Petronella Theodora Maria Ellen Bontje) (زادهٔ ۱۱ ژوئن ۱۹۵۸ میلادی در شهر هیلفرسوم، هلند شمالی) یک سوارکار زن اهل کشور هلند است. وی موفق به دریافت مدال نقرهٔ تیمی در رشتهٔ درساژ در بازیهای المپیک ۲۰۰۰ در سیدنی استرالیا شده‌است. او این مدال را به همراه انکی فان گرونسون، کبی فان بالن و آرین تیوسن به دست آورده‌است. در بخش انفرادی الن بونچیه در ردهٔ ششم قرار گرفت.
هشت سال پیش از این او در بازیهای سوارکاری المپیک ۱۹۹۲ که در شهر بارسلون، اسپانیا برگزار می‌شد یکی از اعضای تیم ملی سوارکاری هلند بود که به همراه این تیم به مدال نقرهٔ تیمی درساژ این بازیها دست یافت. او سه بار برای کشورش در بازیهای المپیک تابستانی به رقابت پرداخته‌است که نخستین بار در شهر سئول و در بازی‌های المپیک تابستانی ۱۹۸۸ بود.
او برندهٔ هشت مدال نقره و یک برنز در بخش تیمی درساژ و در رقابتهایی قهرمانی گوناگون بوده‌است.